# Gorsko hitrostna dirka
Gorska hitrostna dirka, ali krajše GHD, je vrsta avtomobilističnega športa, pri kateri voznik poizkuša v čimkrajšem možnem času prevoziti progo, katera se po navadi vzpenja. V Sloveniji je gotovo najznamenitejša vsakoletna GHD Ilirska Bistrica, katera vodi po lokalni cesti iz Ilirske Bistrice do cilja v Šembijah.
Iz svetovnega stališča pa je absolutno najbolj poznana in ob enem tudi najbolj ekstremna dirka na goro Pikes Peak. Ekstremna zato, ker tam vozniki na samo 19,99 km dolgi progi premagajo višinsko razliko 2860m in prevozijo preko 156 zavojev. Tudi hitrosti so glede na samo traso izjemno velike. Za primer: leta 2013 je Sebastian Loeb v posebej za to dirko prirejenemu dirkalniku Peugeot 208 T16 v času 08:03.78 in s povprečno hitrostjo 145km/h podrl absolutni rekord dirke. Pri tem so se pojavile nesmiselne primerjave z dosežkom iz leta 1988, ko je Voznik Ari Vatanen v svojem Peugeot 405 T16 podrl takratni rekord s časom 10:47.220, proga pa takrat še ni bila asfaltirana.
Zaslovel je predvsem zaradi video posnetka, katerega si je mogoče ogledati na spletnih portalih pod privlačnim imenom Climb Dance.